# 10563 Izhdubar
10563 Izhdubar (1993 WD) là một thiên thạch Apollo được phát hiện vào ngày 19 tháng 11 năm 1988 bởi C. S. Shoemaker và E. M. Shoemaker tại trạm thiên văn.